# Zanthoxylum holtzianum
Zanthoxylum holtzianum es una especie de arbusto perteneciente a la familia de las rutáceas. Es nativa de Tanzania.  

## Descripción
Es un arbusto o pequeño árbol que alcanza un tamaño de 2-15 m de altura, a veces trepador; el tronco cónico con  3,5-5 cm de diámetro, la corteza gris, las ramas, hojas, inflorescencias de color oxidado o marrón pubescente y con espinas rectas o ligeramente curvadas de 2 -7 mm de largo.

## Distribución y hábitat
Se encuentra en los bosques costeros húmedos o secos, en matorrales semi-perennes, o matorrales, a veces sobre el coral; a una altitud de hasta 700 metros en Tanzania.

## Taxonomía
Zanthoxylum holtzianum fue descrita por (Engl.) P.G.Waterman y publicado en Taxon 24: 364, en el año 1975.
Sinonimia
- Fagara holtziana Engl. basónimo[4]
- Zanthoxylum holtzianum var. holtzianum
- Zanthoxylum somalense (Chiov.) P.G.Waterman
- Fagara somalensis Chiov. (1932)
- Fagara holtziana var. puguensis Engl.
- Zanthoxylum tenuipedicellatum (Kokwaro) Vollesen[2]